# Kvitneve, Jîdaciv
Kvitneve (în ucraineană Квітневе) este un sat în comuna Bakivți din raionul Jîdaciv, regiunea Liov, Ucraina.

## Demografie
Componența lingvistică a localității Kvitneve
     Ucraineană (99,76%)
     Alte limbi (0,24%)
Conform recensământului din 2001, majoritatea populației localității Kvitneve era vorbitoare de ucraineană (99,76%), existând în minoritate și vorbitori de alte limbi.